# بخش چوکام
بخش چوکام یکی از بخش‌های دوگانه ی شهرستان خمام در استان گیلان است و مرکز این بخش شهر چوکام است.
چوکام در تاریخ ۱۲ آبان ماه ۱۳۹۹ با تصویب وزارت کشور از دهستان به بخش ارتقاء یافت.

## تقسیمات کشوری
- بخش چوکام
  - دهستان اشکیک
  - دهستان فرشکی
- شهر چوکام

## پناهگاه حیات وحش چوکام
پناهگاه حیات وحش و تالاب چوکام با مساحت ۳۴۶ هکتار تنها پناهگاه حیات وحش شهرستان خمام واقع در منطقه جیرسرباقرخاله بخش چوکام این شهرستان است که به دلیل اهمیت زیستگاهی از دیدگاه پرندگان مهاجر آبزی از تاریخ ۱۳۸۱/۲/۱۵ به مدت ۵ سال منطقه شکار ممنوع سپس در سال ۱۳۸۴ با افزایش مساحت به ۴۴۳/۹۶ هکتار تبدیل به پناهگاه حیات وحش چوکام گردید.
ارتفاع منطقه از سطح دریا ۲۵ متر است. بخش اعظم آن را آب فاقد پوشش گیاهی در برگرفته و بخش دارای پوشش گیاهی را نیزارهای متراکم و گیاهان وابسته به سیستم آبی دربرمی گیرد. عمده گیاهان منطقه شامل نی، سورف، لاله تالابی، اسپرغان، سیزاب، سرخاب کولی، تاج ریزی، تمشک و ... است. از سوی دیگر نظر به تالابی بودن منطقه، اهمیت ویژه‌ای از دیدگاه پرندگان مهاجر آبزی دارد و انواع گونه‌های جانوری مثل لیل، سنقر، عقاب تالابی، مرغابی، خوتکا، گیلار، اردک ارده‌ای، کله سبز، آبچلیک، یلوه و ماهیان و سایر آبزیان در منطقه حضور دارند. این پناهگاه تحت حفاظت اداره حفاظت محیط زیست استان گیلان است.